# Dubrovnik skakbrikker
Dubrovnik skakbrikker er skakbrikker af en særlig udformning med stor indflydelse fra Staunton skakbrikker, der bruges til at spille skak. Skakbrikkerne bliver betragtet som at have stor historisk betydning og de er en designklassiker.
Skakbrikkerne blev bestilt til den 9. skakolympiade i 1950, der blev afholdt i Dubrovnik, Jugoslavien. De blev designet uden religiøse symboler og brikkerne blev ikke vægtet. I et senere radiointerview udtalte den amerikansk skakstormester Bobby Fischer "Dette [Dubrovnik skaksæt fra 1950] er det bedste sæt jeg nogensinde har spillet med. Det er fantastisk." Fischer ejede et skaksæt fra skakolympiaden i 1950, som han opbevarede i et pengeskab, men som senere blev solgt af opbevaringsfirmaet for at betale for en ubetalt regning. I løbet af årtierne er det blevet gendesignet flere gange.